# Ana Frohmiller

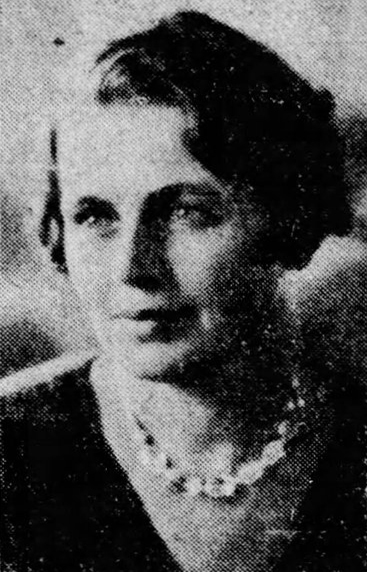
Ana Frohmiller (1932)

Anastasia „Ana“ Collins Frohmiller (* 28. Juli 1891 in Burlington, Vermont; † 25. November 1971 in Prescott, Arizona) war eine US-amerikanische Politikerin (Demokratische Partei).

## Werdegang
Ana Frohmiller wurde 1891 im Chittenden County geboren. Sie war irischer Abstammung. Als sie sieben Jahre alt war, zog ihre Familie in das Arizona-Territorium und ließ sich dort in Phoenix (Maricopa County) nieder. Frohmiller besuchte dort die lokalen Schulen. Als sie eine Sophomore an der Phoenix Union High School war, verstarb ihre Mutter. Frohmiller hatte sechs jüngere Geschwister, von denen der jüngste Bruder zum Zeitpunkt des Todes ihrer Mutter gerade einmal drei Tage alt war. Obwohl noch ein Teenager übernahm sie 1911 im Alter von 16 Jahren die Verantwortung für die Familie. Sie brach die Schule ab, um eine Stellung als Buchhalterin in einer Fleischerei anzutreten. 1916 wurde ihr im Alter von 25 Jahren eine bessere Buchhalterstellung in Flagstaff (Coconino County) bei der Babbitt Brothers Mercantile Company angeboten. Sie nahm die Stellung an und zog mit ihren Geschwistern dorthin. Während der folgenden sechs Jahre arbeitete sie für die Babbitt Brothers Mercantile Company als Buchhalterin und bildete sich durch den Besuch der Abendschule und Fernkursen in Jura fort.
Frohmiller wurde 1920 zum Kämmerer vom Coconino County ernannt, um die Vakanz zu füllen, die durch den Rücktritt des Amtsinhabers entstand. Bei den folgenden Wahlen im Herbst desselben Jahres wurde sie für eine zweijährige Amtszeit gewählt und 1922 wiedergewählt. 1925 gründete sie den Flagstaff Business and Professional Women’s Club, die sie bei ihrer erfolgreichen Kandidatur im Jahr 1926 für den Posten des State Auditors von Arizona unterstützte. Frohmiller war nur eine von nur zwei Frauen, welche diesen Posten in den Vereinigten Staaten innehatte. Sie wurde elfmal wiedergewählt und bekleidete den Posten bis Ende 1950. Dabei geriet sie oft mit Staatsbeamten aneinander. Ihr unterstand ein Stab von 50 Mitarbeitern, welcher die staatlichen Gehaltsabrechnungen, die Spesenabrechnungen, die Lieferantenrechnungen und Rentenerleichterungen überwachte. Während ihrer Amtszeit reichte sie zahlreiche Klagen gegen öffentliche Bedienstete wegen strafbaren Handlungen, Betrugs und Verschwendung von öffentlichen Mitteln ein, was ihr den Spitznamen „Watchdog of the Arizona Treasury“ einbrachte. 1943 war sie für die Verabschiedung eines Financial Code verantwortlich, welcher dem State Auditor von Arizona die umfassende Kontrolle über den Staatshaushalt gewährte.
Am 16. Mai 1950 verkündete sie ihre Kandidatur für den Posten des Gouverneurs von Arizona. Dabei gab sie folgendes von sich:

„Economy has been my watchword in the office with which the people have entrusted me 12 times. I believe no one questions that I have always fought to get a dollar's worth for every tax dollar spent. As auditor, I have never hesitated to reject what I considered an unjust claim against state funds. As governor, I will have authority to strike at waste and extravagance at their source.“

Ihr Slogan während ihres Wahlkampfs lautete:

„I offer the voters experience, not an experiment.“

Sie gewann die demokratischen Vorwahlen gegenüber fünf männlichen Herausforderern. Bei den folgenden Wahlen im selben Jahr erlitt sie aber eine Niederlage gegenüber dem bekannten Radio-Talkmaster John Howard Pyle von der Republikanischen Partei, dessen Wahlkampfmanager der spätere US-Senator Barry Goldwater war. Einer der Faktoren, an welchen ihre Kampagne scheiterte, war die Tatsache, dass in der Demokratischen Partei eine Abneigung vorherrschte die Finanzierung einer zweimal geschiedenen Kandidatin zu erhöhen, die oft Demokraten wegen Betrugs verfolgte. Frohmiller erhielt nur oberflächlich Unterstützung von ihrer Partei. Sie unterlag in einem hart umkämpften Wahlkampf ihren Herausforderer mit weniger als 3.000 Stimmen. Bei einem Wahlsieg wäre sie die erste weibliche Gouverneurin von Arizona geworden. Ihre Freunde drängte sie eine Nachzählung zu verlangen. Frohmiller konnte sich diese finanziell nicht leisten. Daher verkündete sie, dass sie nicht für so ein Unterfangen zahlen würde und ihre Unterstützer nicht darum bitten würde.
Nach dem Ende ihrer Amtszeit als State Auditor trat sie eine Anstellung als Secretary und Treasurer von der Southwest Savings and Loan Association an – ein Posten, welchen sie bis 1962 innehatte. Nach ihrem Tod im Jahr 1971 in Prescott wurde sie dort auf dem Mountain View Cemetery beigesetzt.